# Ivana
Ivana is een gemeente in de Filipijnse provincie Batanes op het eiland Batan. Bij de laatste census in 2007 had de gemeente ruim duizend inwoners.

## Geografie

### Bestuurlijke indeling
Ivana is onderverdeeld in de volgende 4 barangays:
- Radiwan
- Salagao
- San Vicente
- Tuhel

## Demografie
Ivana had bij de census van 2007 een inwoneraantal van 1.181 mensen. Dit zijn -112 mensen (-8,7%) meer dan bij de vorige census van 2000. De gemiddelde jaarlijkse groei komt daarmee uit op -1,24%, hetgeen lager is dan het landelijk jaarlijks gemiddelde over deze periode (2,04%). Vergeleken met de census van 1995 is het aantal mensen met 157 (15,3%) toegenomen.

De bevolkingsdichtheid van Ivana was ten tijde van de laatste census, met 1.181 inwoners op 16,54 km², 71,4 mensen per km².